# Filia (Rumunia)
Filia (węg. Erdőfüle) – wieś w Rumunii, w okręgu Covasna, w gminie Brăduț. W 2011 roku liczyła 1142 mieszkańców.